# II. Paszer
Paszer ókori egyiptomi tisztségviselő volt, Kús alkirálya a XIX. dinasztia idején, II. Ramszesz uralkodása alatt.
Min és Ízisz főpapjának, Minmoszénak a fia. Jó kapcsolatokkal rendelkező családból származott; egyik nagybátyja Ámon főpapja, Parennefer, más néven Wennefer, másik pedig Kús seregeinek parancsnoka, Penneszuttaui. Parenneferen keresztül rokoni kapcsolatban állt a hadsereg parancsnokával, Ameneminettel, Ré házának látnokai elöljárójával és a fáraó kamarásával, Amenemopettel, valamint Anhur főpapjával, Horival. Paszer az alkirályi hivatalban Hekanahtot követte, utóda Hui volt. Címei az alkirályi cím mellett: „ déli földek felügyelője”, „királyi írnok”.
Paszer említései:
- Egy szobron Abu Szimbelben.
- Egy sztélén, szintén Abu Szimbelben. Paszer az egyik jelenetben Ámon előtt áll. A sztélé azt rögzíti, hogy Ha, Szeba fia földet adományozott Ámonnak.
- Három sziklasztélé Abu Szimbelben.

## Fordítás
- Ez a szócikk részben vagy egészben  a   Paser II című angol Wikipédia-szócikk ezen változatának fordításán alapul.  Az eredeti cikk szerkesztőit annak laptörténete sorolja fel. Ez a jelzés csupán a megfogalmazás eredetét és a szerzői jogokat jelzi, nem szolgál a cikkben szereplő információk forrásmegjelöléseként.